# Didaktisches Dreieck
Das Didaktische Dreieck veranschaulicht die drei Unterrichtskomponenten „Lehrer–Schüler–Lerngegenstand“, die gegenseitigen Abhängigkeiten im zugrundeliegenden Beziehungsgefüge, sowie die Stellung im Gesamtgefüge der jeweiligen Gesellschaft. Das Unterrichtsgeschehen wird in diesem Dreieck verbildlicht. Seine Bedeutung hat es vor allem in der Lehrerbildung, um unterschiedliche didaktische Lehr- und Lernformen sowie deren Auswirkungen auf die praktischen Unterrichtsprozesse zu beschreiben.

## Historie

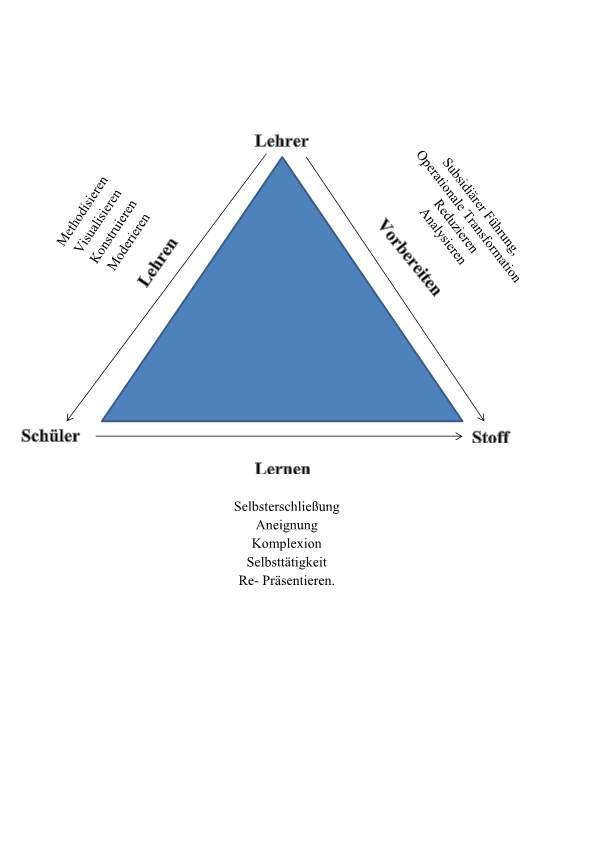
Eine Skizze des didaktischen Dreiecks nach Lesart der Lehrerzentrierung

Das Didaktische Dreieck ist in seiner langen Geschichte vielfach überarbeitet, erweitert und neu strukturiert worden. Das klassische  triadische Schema mit seiner wechselseitigen Zuordnung der Unterrichtskomponenten Schüler, Lehrer und Stoff hat seine Wurzeln im sogenannten Herbartianismus, einer von dem Philosophen und Pädagogen Johann Friedrich Herbart (1776–1841) konstituierten Richtung der Pädagogik, die das praktische Unterrichtsgeschehen wissenschaftlich neu durchdachte und systematisierte. Schon Herbart stellte den „Zögling“ dabei ausdrücklich an die Spitze der erzieherischen Bemühungen, wollte, dass dieser „sich selbst finde“ und wies dem Erzieher dabei die Rolle des Unterstützers, eines „Aufforderers zur Selbsttätigkeit“, nicht  die eines Regelvorgebers zu. Dennoch dominierte noch fast zweihundert Jahre ein lehrerzentrierter Unterricht die Unterrichtsgestaltung, bei dem der Lehrende die Spitze des Dreiecks bildete.
Schon der Bildungstheoretiker Wolfgang Klafki sah mit seiner „Kategorialen Bildung“ und dem Begriff der „doppelseitigen Erschließung“ eine enge Interdependenz zwischen dem sich darbietenden Lerngegenstand und dem sich diesem zuwendenden Lernenden. In der Auseinandersetzung der sogenannten Berliner Schule von Paul Heimann (1901–1967) und seinen Schülern Gunter Otto und Wolfgang Schulz mit der „Bildungstheoretischen Didaktik“ von Wolfgang Klafki seit den 1940er-Jahren erfuhr das didaktische Modell eine konkrete Ausformung und erhöhte Aufmerksamkeit in der pädagogischen Diskussion. Die Grundstruktur des didaktischen Denkbildes wurde in der neu auflebenden didaktischen Diskussion der 1970er Jahre dann vielfältig modifiziert und praxisorientiert erweitert. So bettete der Heimann-Schüler Wolfgang Schulz  das Dreieck in einen umfassenden Kreis, der das soziokulturelle Umfeld und die gesellschaftliche Ordnung repräsentierte, in denen sich jedes Unterrichtsgeschehen abspielt, und auf die es bezogen ist. Die Karlsruher Didaktiker Siegbert Warwitz und Anita Rudolf  brachten 1977 ihr weiter differenziertes Strukturmodell in eine variable Form, mit der sich unterschiedliche Unterrichtskonzepte wie der Lehrerzentrierte Unterricht, der Schülerzentrierte Unterricht oder der Sozialintegrative Unterricht veranschaulichen und erläutern ließen. Sie umschlossen zudem jeden der drei Eckpunkte Schüler, Lehrer und Stoff mit einem weiteren Kreis, der die Interaktionsstrukturen auch bei komplizierteren Unterrichtsformen wie etwa dem Projektunterricht darzustellen erlaubte.
Mit seinen Weiterentwicklungen der klassischen Grundstruktur spielt das „Didaktische Dreieck“ bis heute für das Verständnis von Unterrichtsprozessen, beim Lehrerverhaltenstraining,  bei der wissenschaftlichen und praktischen Auseinandersetzung  mit Unterrichtszielen und Methoden im Rahmen der ersten wie zweiten Phase der Lehrerbildung eine zentrale Rolle.

## Das didaktische Denkbild
Wissenschaftler und Schulpädagogen wie R. Winkel, D. von Scheunpflug, Hilbert Meyer oder Manfred Bönsch entwickelten unterschiedliche Formen und Verwendungsweisen des Didaktischen Dreiecks, die ihre jeweiligen Unterrichtstheorien grafisch verdeutlichten sollten. Auf der Basis der Arbeiten von Klafki und der Berliner Schule von Heimann/Otto/Schulz publizierten die Didaktiker Siegbert Warwitz und Anita Rudolf 1977 das folgende, flexibel zu handhabende Strukturmodell, das auch  komplexe Unterrichtsformen wie den Projektunterricht und aufwendigere Lernweisen wie das  Mehrdimensionale Lernen berücksichtigte. Es versteht sich als ein inhaltsfreies formales Denkmodell, mit dem sich alle Arten organisierten Lehrens und Lernens in ihren Bezügen veranschaulichen lassen:
Das didaktische Dreieck besteht danach in seiner Grundstruktur aus einem gleichseitigen Dreieck, dessen Eckpunkte von den drei wesentlichen Komponenten jedes systematischen Unterrichts, also von Schüler, Lehrer und Stoff, bestimmt werden. Diese Grundkomponenten stehen miteinander in einem Beziehungsgefüge in Form einer Interdependenz, d. h. einer vielfältigen wechselseitigen Abhängigkeit. Das Dreieck mit seinen drei Komponenten ist von einem Kreis umschlossen, der die Außenwelt, das soziokulturelle Umfeld, die Gesellschaft darstellt, in denen sich das Unterrichtsgeschehen abspielt, von denen es seine Bildungsaufträge erhält, auf die hin erzogen wird und denen jeder der drei Pole zugeordnet ist. Die Bezüge werden durch entsprechende Pfeile, die in beide Richtungen zeigen, ausgewiesen. Jeder der drei Eckpunkte findet sich zudem nicht isoliert. Vielmehr deutet ein jeweilig umschließender Innenkreis darauf hin, dass der einzelne Schüler in eine Lerngruppe integriert und mit mehreren seiner Lernpotenzen angesprochen wird, was wiederum durch wechselseitige Pfeile gekennzeichnet wird. Der Kreis um den Lerngegenstand symbolisiert die verschiedenen Sachaspekte und Lernperspektiven, die es zu berücksichtigen gilt. Die Lehrperson befindet sich aus ihrem Kreis heraus im Austausch mit kooperierenden Kollegen unterschiedlicher Sach- und Fachkompetenz.
Dieses didaktische Denkbild versinnbildlicht die mannigfachen Bezüge bei komplexen Lernweisen und Unterrichtsformen wie dem Mehrdimensionalen Lernen oder beim Projektunterricht. Es lässt sich bei weniger kompliziert strukturierten Lernweisen und Unterrichtsformen wie dem Entdeckenden Lernen oder einer Vorlesung entsprechend vereinfachen. Dabei ist es nicht gleichgültig, welcher der drei Eckpunkte die Spitze des Dreiecks einnimmt: Geht es um eine lehrerzentrierte Vermittlungsform wie einen Vortrag oder ein Referat, besetzt der Lehrer die obere Spitze des Dreiecks. Geht es um einen schülerzentrierten Unterricht, wird der Schüler die Spitze bilden. Beim Programmierten Unterricht übernimmt die Stoff-Komponente diese Position. Beim Entdeckenden Lernen dreht sich das Dreieck, und die Grundachse bildet die obere Position, während die Spitze mit der lediglich impulsgebenden und beratenden Lehrperson sich unten befindet. Die Schwerpunktsetzung der Interaktion kann auch durch dickere Richtungspfeile kenntlich gemacht werden. Nachrangige Bezüge lassen sich stricheln.
Das auf diese Weise sehr variabel gestaltete didaktische Dreieck, bei dem der Lernende als Subjekt aller Lernbemühungen in der Regel die Spitze des Dreiecks einnimmt, soll bei der Unterrichtsplanung und Unterrichtsreflexion helfen, möglichst viele der das Bildungsgeschehen  beeinflussenden Faktoren zu berücksichtigen bzw. überhaupt erst „in den Blick“ zu bekommen.

## Wirkkräfte und Einwirkungen
Der Lerngegenstand enthält nach dem Experimentalpsychologen Kurt Lewin einen sogenannten Aufforderungscharakter, mit dem er zu dem Lernenden wie Lehrenden in Beziehung tritt und sie bewegt, sich mit ihm auseinanderzusetzen. Als zu vermittelndes Kulturgut, als Fertigkeit oder Wissensbestand stellt er mit seiner Komplexität oder Schwierigkeit Ansprüche an die Vermittlungstätigkeit des Lehrenden und die Aufnahmefähigkeit des Lernenden.
Der Lernende begegnet dem Aufforderungscharakter der Sache im optimalen Fall mit Neugier, Interesse, Lernbereitschaft, Zuwendung, Auseinandersetzung oder im negativen Fall mit Ablehnung, Desinteresse. Der Lehrende ist für ihn eine Bezugsperson, deren Hilfsangebote er annehmen, aber auch verweigern kann.
Der Lehrende ist gefordert, als kompetenter Vermittler zwischen Lerngegenstand und Lernendem zu wirken. Das leistet er gegenüber dem Lerngegenstand mit entsprechenden Methoden, die den komplexen Gegenstand schülergerecht vereinfachen, sowie mit Organisationsformen, die den Lernprozess befördern. Das leistet er gegenüber dem Lernenden durch Motivation, Lernimpulse, Beratung, Belehrung, Vorbildhaltung, die sich je nach der gewählten Unterrichtsform unterscheiden.
Das soziokulturelle Umfeld gibt den Rahmen ab, in dem sich das organisierte Unterrichtsgeschehen abspielt. Die Lernprozesse verbleiben nicht im Schonbereich der Schule, sondern orientieren sich an den Erfordernissen der Außerschule. Die jeweilige Gesellschaft bestimmt über die Lehrpläne die Lernziele und Lerninhalte und aus ihrer politischen Struktur heraus das Schulsystem. Sie beeinflusst also maßgeblich jeden der drei Unterrichtskomponenten und das gesamte Unterrichtsgeschehen. Andererseits besteht die Chance, auch umgekehrt, aus einem kritischen Lehr- und Lernprozess heraus emanzipatorisch auf eine Veränderung des soziokulturellen gesellschaftlichen Umfeldes einzuwirken.

## Kritische Rezeption
Die Kritik an dem Strukturmodell des Didaktischen Dreiecks im „Didaktischen Wörterbuch“ von Hartwig Schröder  beschränkt sich ohne einen Literaturbezug auf bloße Etikettierungen wie „Modell der älteren Didaktik“ und nicht näher begründete Vokabeln  wie „vereinfachend“. Der Schulpädagoge Andreas Gruschka verfemt in seiner ausführlichen Fundamentalkritik der Didaktik unter dem Schlagwort „Didaktisierung von Bildung“ das Didaktische Dreieck pauschal mit Kennzeichnungen wie „Verfälschung durch Vereinfachung, Verfälschung durch Schematisierung, Verfälschung durch Aktualisierung, Verfälschung durch Analogiebildung, Entsorgung des Inhalts durch Medienkonsum, Trivialisierung und Kontrolle, sowie Entsorgung des Inhalts durch Präsentation“.
Bei den kritischen Einlassungen wird allerdings offensichtlich auf ein überholtes, nicht mehr aktuelles Urmodell bzw. auf dessen inhaltliche Füllung mit einzelnen Theorien zurückgegriffen, werden die Weiterentwicklungen seit Klafki, Heimann, Winkel u. a. übersehen und der Charakter eines unideologischen Strukturmodells, das lediglich formal die möglichen Bezüge in Unterrichtsprozessen beschreibt, verkannt. Der Tübinger Erziehungswissenschaftler Klaus Prange hielt dagegen schon 1983 bei seinen „Bauformen des Unterrichts“ fest, dass sich am Didaktischen Dreieck, wenn auch vereinfachend, die Grundstrukturen jeden Unterrichts hervorragend verdeutlichen lassen. Der Schulpädagoge Manfred Bönsch beschreibt das Didaktische Dreieck als „Grundlage einer Elementardidaktik“, die „an den elementaren Gegebenheiten von Lehr- und Lernprozessen ansetzt“.
Die umfangreiche Rezeption in der pädagogisch-didaktischen Literatur sowie die verbreitete Verwendung in der Praxis der Lehrerbildung an den Wissenschaftlichen Hochschulen und den Studienseminaren der zweiten Phase beweisen, dass das Didaktische Dreieck in seiner weiter entwickelten komplexen Gestalt, flexibel und unideologisch interpretiert, auch heute noch aktuell ist und geeignet erscheint, die unterschiedlichen Formen organisierten Lernens grafisch anschaulich darzustellen. Es kann auf diese Weise eine wichtige Funktion in der Verbildlichung der interaktiven Ebenen und Bezüge des Unterrichtens erfüllen.

## Einzelbelege
1. ↑  Johann Friedrich Herbart: Über die ästhetische Darstellung der Welt als das Hauptgeschäft der Erziehung. In: Dietrich Benner (Hrsg.): Johann Friedrich Herbart: Systematische Pädagogik (Band 1: Ausgewählte Texte). Deutscher Studienverlag, Weinheim 1997, S. 49 (Originalwerk publiziert 1804)
2. ↑  Klafki Wolfgang: Studien zur Bildungstheorie und Didaktik. Juventa, Weinheim 1964, S. 33 ff
3. ↑  Heimann Paul, Otto Gunter, Schulz Wolfgang: Unterricht – Analyse und Planung, Verlag  Schroedel, Hannover 1965, 10. Auflage 1979
4. ↑  Schulz Wolfgang: Unterrichtsplanung, München, Verlag Urban & Schwarzenberg, 1980
5. ↑  Warwitz Siegbert A., Rudolf Anita: Das didaktische Denkbild. In: Dies.: Projektunterricht. Didaktische Grundlagen und Modelle. Verlag Hofmann. Schorndorf 1977. S. 20–22
6. ↑  Bönsch Manfred: Das didaktische Dreieck als Grundmodell, In: Ders.: Allgemeine Didaktik, Verlag W. Kohlhammer, Stuttgart 2006, S. 149–150
7. ↑  Warwitz, Siegbert, Rudolf Anita: Das didaktische Denkbild. In: Dies.: Projektunterricht. Didaktische Grundlagen und Modelle. Verlag Hofmann. Schorndorf 1977. S. 20–22
8. ↑  Schröder Hartwig: Didaktisches Dreieck, In: Ders.: Didaktisches Wörterbuch, 3. Auflage, München-Wien, Oldenbourg Verlag 2001, S. 75
9. ↑  Gruschka, Andreas: Verstehen lehren. Ein Plädoyer für guten Unterricht. Stuttgart: Reclam 2011, S. 72–86
10. ↑  Prange Klaus: Bauformen des Unterrichts. Eine Didaktik für Lehrer, Bad Heilbrunn/Obb., Klinkhardt, 1983, S. 35–42
11. ↑   Bönsch Manfred: Das didaktische Dreieck als Grundmodell, In: Ders.: Allgemeine Didaktik, Verlag W. Kohlhammer, Stuttgart 2006, S. 149–150, Seite 149
12. ↑   Bönsch Manfred: Das didaktische Dreieck als Grundmodell, In: Ders.: Allgemeine Didaktik, Verlag W. Kohlhammer, Stuttgart 2006, S. 149–150